# Comté de Jim Wells
Le comté de Jim Wells, en anglais : Jim Wells County, est un comté situé au sud de l'État du Texas aux États-Unis. Fondé le 11 mars 1911, son siège de comté est la ville de Alice. Selon le recensement des États-Unis de 2020, sa population est de 38 891 habitants. Le comté a une superficie de 2 248 km2, dont la presque totalité en surfaces terrestres. Il est baptisé en référence à James B. Wells Jr., une personnalité politique.

## Organisation du comté
Le comté est fondé le 11 mars 1911, à partir des terres du comté de Nueces. Il est définitivement organisé et autonome le 6 mai 1911. 
Il est baptisé en référence à James B. Wells Jr. (en), un juge et chef du Parti démocrate au Texas du Sud, ayant joué un rôle important dans le développement économique de la basse vallée du Río Grande,.

## Comtés adjacents
|                | Comté de Live Oak  | Comté de San Patricio            |
| Comté de Duval | comté de Jim Wells | Comté de Nueces Comté de Kleberg |
|                | Comté de Brooks    |                                  |

## Géographie - Climat
Le comté de Jim Wells est situé dans la région des plaines du Río Grande, également appelée Mezquital du Tamaulipas, dans le sud du Texas, aux États-Unis,. 
Il a une superficie totale de 2 248 km2, composée de 2 240 km2 de terres et de 8,73 km2 de zones aquatiques. Le terrain est plat avec des altitudes allant de 61 m à 122 m. Le climat est subtropical humide, les précipitations annuelles moyennes sont de 710 mm.

## Démographie
Lors du recensement de 2010, le comté comptait une population de 40 838 habitants. Elle est estimée, en 2017, à 40 871 habitants,.

Pyramide des âges du comté de Jim Wells (2000).